# Basalto das dorsais oceânicas

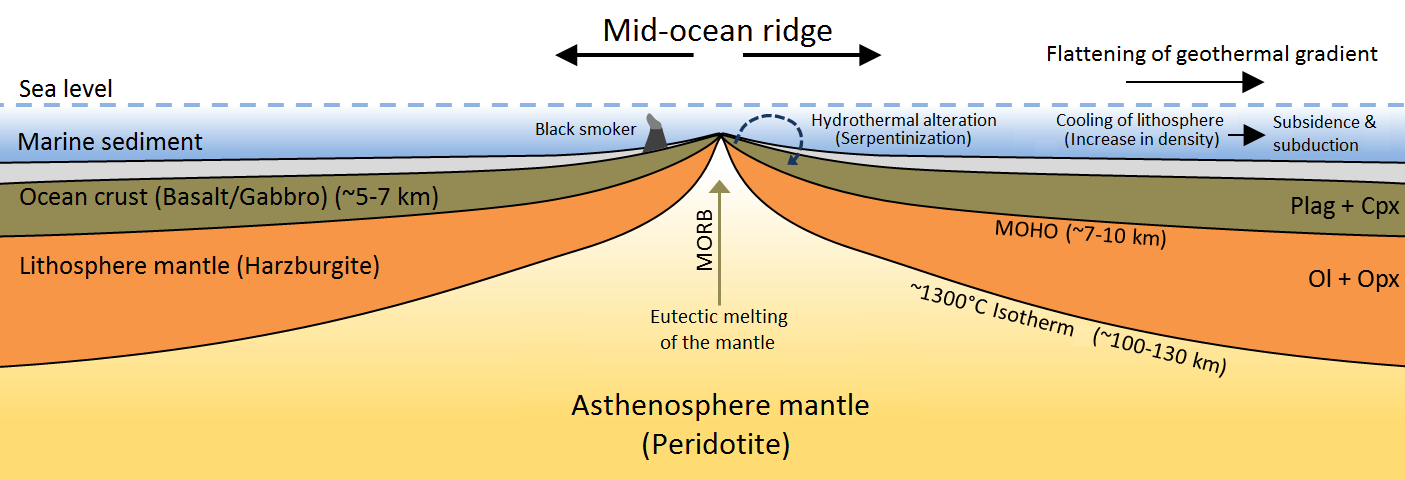
Ilustração de uma seção transversal de uma cordilheira meso-oceânica, ilustrando sua estrutura geológica.

Basalto das dorsais oceânicas, conhecido por MORB, um acrónimo, formado a partir da expressão inglesa Middle Ocean Ridge Basalt, é a designação dada em petrologia aos basaltos toleíticos formados por extrusão de magma ao longo dos rifts das cadeias meso-oceânicas. Aquele basalto, geralmente simplesmente designado por MORB, caracteriza-se por teores anormalmente baixos de K2O e de TiO2, baixos teores de Fe, P, Ba, Rb, Sr, Pb, Th, U e Zr, alto teor de CaO e baixa razão das concentrações das terras raras (ETR) leves e pesadas. Estas características reflectem as condições de formação daquela rocha a partir do manto astenosférico a pequena profundidade na presença de um forte gradiente geotérmico e baixas pressões.